# Estándares de Televisión Interactiva
Un estándar de televisión interactiva es un estándar técnico que regula el funcionamiento de un sistema de televisión interactiva.
El concepto de Televisión Interactiva no es nuevo. Ya en los 1980 se introdujo el teletexto en la televisión analógica, ofreciendo una interacción limitada con nuestro televisor, la cual nos aportaba información sobre la programación televisiva, el tiempo etc. Hoy en día este concepto ha ido más allá y ha desarrollado una nueva y mejorada forma de interacción con el usuario. Las primeras televisiones de pago, como canal+, fueron pioneras en adoptar esta nueva forma, y hoy son precedidas por sus formatos digitales. 
Como consecuencia del apagón analógico, se desarrolló el proyecto conocido como Televisión Digital Terrestre (TDT), creando una televisión de formato digital pública con mayores prestaciones, en competencia con las empresas privadas. Entre estas 
prestaciones se encuentran los menús interactivos que, como en el caso de las televisiones de pago, aportan información al usuario y le permiten adaptar el producto a sus necesidades. Esta interacción usuario-televisor es lo que hoy en día conocemos como Televisión interactiva.
Todo esto ocurre gracias a los Set-Top-Boxes o Set-top box (STB), los decodificadores de televisión que tenemos en casa, que son los encargados de recibir la señal digital y descodificarla para poder mostrarla a través de nuestros televisores analógicos. Este aparato es el que permite que los usuarios puedan acceder a los contenidos que ofrece la trama de televisión digital. Una de sus muchas funciones es la ejecución de aplicaciones interactivas que es en la que nos centraremos en este artículo. 
La interactividad requiere que los STB se puedan programar y actualizar dinámicamente, para ello existen diferentes soluciones en el mercado, entre ellas la definición de una capa de software intermediario sobre el cual se ejecutan las aplicaciones transmitidas junto con las señales audiovisuales. Esta capa es más conocida con el nombre de Middleware. Existen diferentes softwares los cuales clasificaremos en función de si son de propiedad privada o públicos. A continuación haremos un repaso a dicha clasificación:

## Estándares cerrados o de propiedad privada
En este artículo tan sólo mencionaremos el MediaHighway y el Open TV, pero se tiene que tener en cuenta que hay muchos más.

### Media Highway
Estándar definido por Canal Plus Technologies, representa el más amplio rango de soluciones del mercado para que el software de los STB interprete y ejecute aplicaciones interactivas, emita software del servidor para la transmisión de aplicaciones y datos vía satélite, cable y redes terrestres, además del desarrollo de aplicaciones interactivas junto con sus entornos de desarrollo. Incluye diferentes perfiles para responder mejor a las necesidades de los operadores.
Este estándar ejecuta aplicaciones escritas en los lenguajes Java, MHEG-5 o HTML y soporta las especificaciones de DVB-MHP, OCAP, DAVIC o ATSC, a la vez que aña de nuevas y propias.

### Open TV Core
Es el producto más importante de Open TV, un middleware de televisión digital (TVD) ampliamente extendido. La tecnología de software del Open TV Core contiene una capa de abstracción de hardware para permitir que el hardware sea independiente, bibliotecas de TV, una selección de entornos de ejecución de aplicaciones, y soporte para Grabadoras de videos Personales (PVRs) para crear un entorno de TVD para los decodificadores (STB). Las bibliotecas de TV incluyen soporte para gráficos ricos (RG) y alta definición (HD), comunicación de la red desde línea telefónica hasta IP de banda ancha (vía DOCSIS, DSL, ethernet o fibra), manipulación de los flujos de audio y video digitales (DVB, así como otros estándares y formatos propietarios), y soporte para autenticación y cifrado utilizando sistemas CA/DRM. 
Open TV Core permite un número de entornos de ejecución de aplicaciones (AEE) incluyendo la máquina virtual ‘C’, un navegador HTML, un entorno de presentación de Adobe Flash y una máquina virtual de Java conforme al estándar MHP. La máquina virtual de ‘C’ es un entorno de ejecución que permite las APIs del Kit de Desarrolladores de Software de Open TV, que permite a los proveedores de contenidos crear, en código O, aplicaciones centradas en TV utilizando herramientas de desarrollo de Open TV o de otros vendedores. 

## Estándares abiertos o públicos
Definiremos los estándares según un orden cronológico debido a su aparición en el mercado:

### MHEG
Si hacemos un repaso a la historia veremos que la notación “estándares abiertos” no es nueva. Ya en 1997 la ISO (International Organization for Standardization) junto con Multimedia and Hypermedia Experts Group publicaron el estándar MHEG. Esto ofrecía un enfoque declarativo a la creación de aplicaciones multimedia, el cual ipodía funcionar en cualquier motor que cumpliese con dicho estándar. 	Conceptualmente, MHEG se propuso hacer por las aplicaciones multimedia lo mismo que HTML hizo en su día por los documentos, es decir, proporcionar un formato común de intercambio, el cual pudiera ejecutarse en cualquier receptor.
Se crearon varias versiones:
MHEG-1: esta versión incluía soporte para objetos que contenía código de procedimiento, el cual podría ampliar el modelo básico de MHEG-1 añadiendo funciones de toma de decisiones ya que de otra manera no era posible.
MHEG-3: esta versión definió una máquina virtual estandarizada y un código de representación de byte que permite que éste sea portátil a través de plataformas hardware.
Estas versiones no tuvieron éxito ya que los conceptos en los que estaban basados eran muy complicados y la industria aún no estaba lista para las 	características que éstos ofrecían. Por ello, crearon una nueva versión en abril de 1997, el MHEG-5, el cual sería un retrato más simple de la primera versión, MHEG-1. Muchas de las funciones que lo conformaban eran iguales pero a la vez había muchas diferencias entre ellos.
MHEG-3 fue superado por el éxito de Java, por lo que en 1998 decidieron crear la sexta versión, MHEG-6, el cual se basó en la quinta versión añadiéndole un soporte para el uso de Java para desarrollar objetos script, de esta manera mezclando la fuerza delcarativa de MHEG con los elementos de procedimiento de Java. Para poder hacer esto, definieron una interfaz de programación de aplicaciones Java (API) para MHEG a fin de que el código Java pudiera manipular objetos MHEG en su aplicación madre.
Aunque el MHEG-6 no se extendió, fue la base del estándar que creó DAVIC (Digital Audiovisual Cuncil), haciendo honor a su nombre.

### DAVIC
Este estándar fue creado poco después que el MHEG-6 en 1998. Se creó añadiendo una serie nueva de APIs Java a la sexta versión de MHEG. Las APIs de dicho estándar permitían a los objetos Java el acceso a algunos servicios de información, control de prestaciones de contenido de audio y video y el manejo de la gestión de los recursos en el receptor. Aunque no fue posible la creación de una aplicación Java pura para el receptor DAVIC, las APIs Java ya eran capaces de controlar más elementos del receptor de lo que era posible con otros estándares.

### DVB-MHP (The Multimedia Home Platform)
Éste es el estándar definido por el Digital Video Broadcasting (DVB) para ofrecer servicios interactivos en la TVD. Es una versión reducida de la máquina virtual de Java, donde se añaden un conjunto de funcionalidades extras para la adaptación al entorno de la TVD. Con la finalidad de ordenar la especificación de este estándar se definen tres perfiles relacionados con las capacidades de los STB:
1. Enhanced Broadcast Profile: las aplicaciones interactivas se descargan vía broadcast. No incorpora canal de retorno en el STB.
2. Interactive Broadcast: incorpora comunicaciones bidireccionales vía canal de retorno IP hacia el servidor, permitiendo la descarga de aplicaciones.
3. Internet Access: el STB procesa contenidos extremos de internet.
Una vez definidos estos perfiles, podemos hablar de las versiones de MHP. 
Existen dos versiones que cubren los perfiles mencionados:
- MHP 1.0 que cubre los dos primeros perfiles. Esta versión es la que utilizan los receptores actuales y la mayoría implementan el segundo perfil. Muchos países la han adoptado para ofrecer sus servicios interactivos de TVD, como son España, 	Italia o Finlandia.

- MHP 1.1 que cubre los tres perfiles. En la actualidad no existen receptores comercilaes que soporten esta versión aunque sí que existen protocolos.

### OCAP
La empresa americana CableLabs colaboró con DVB para la creación de un nuevo estándar abierto, lo que condujo a la aceptación de la especificación del estándar MHP como base para dicho estándar, el OCAP (Open Cable Applications Platform), en enero de 2002. Con MHP en su centro, OCAP proporciona una especificación común para la capa middleware para los sistemas de cable en los Estados Unidos.
Ya que en los Estados Unidos no se utilizan los estándares DVB, OCAP está basado en las partes de MHP que no son específicas de DVB reemplazando las que sí lo son, como DVB SI API. Originalmente, OCAP estaba basado en la versión 1.0.0 de la especificación MHP. Después, DVB presentó la especificación MPH Globalmente Ejecutable (GEM) para facilitar el uso de elementos de MHP en otras especificaciones. Las versiones recientes de OCAP utilizan GEM en lugar de MHP como base, pero hacen referencia a algunos elementos de MHP que no están incluidos en la especificación GEM.

### ACAP (Advanced Common Application Platform)
Esta plataforma fue creada por el Comité de Sistemas Avanzados de Televisión(ATSC), como base común para todos los sistemas de TV interactivos en USA, ya sean por cable, terrestres o por satélite. Está también basada en GEM y añade algunos elementos de OCAP que son adecuados para el mercado de USA.

## Páginas de interés
Para una información más detallada podéis visitar las siguientes páginas web:
- MHP: https://web.archive.org/web/20060421101018/http://www.mhp.org/
- MHEG: http://www.mheg.org/
- Canal+ Technologies: https://web.archive.org/web/20071223011417/http://www.canalplus-technologies.com/
- Open TV: http://www.opentv.com Archivado el 13 de diciembre de 2007 en Wayback Machine.

o también leer el libro que se recomienda a continuación:
- Steven Morris and Anthony Smith-Chaigneau, "Interactive TV Standards: A Guide to MHP, OCAP, and JavaTV". Elsevier 2005.

- Datos: Q5849914